# Молодёжная улица (Барнаул)
Молодёжная у́лица — одна из центральных улиц Барнаула.
Улица проходит по 2 районам города — Октябрьскому и Железнодорожному в юго-западном направлении от Сибирского проспекта до улицы Челюскинцев.
В 1928—1938 годах носила название 9-й Алтайской улицы.

## Важнейшие здания и учреждения
- Государственные учреждения — управление Алтайского края по государственному регулированию цен и тарифов, главное управление имущественных отношений Алтайского края, управление Федеральной службы по контролю за оборотом наркотиков в Алтайском крае, управление ЦБ по Алтайскому краю, Администрация Железнодорожного района, администрация Октябрьского района.
- Медицинские учреждения — Железнодорожная больница станции Барнаул, КГБУЗ Родильный дом № 2, КГБУЗ Поликлиника № 3.

- Образовательные и научные организации — Институт водных и экологических проблем СО РАН, филиал Российской правовой академии, Алтайская краевая универсальная библиотека им. В. Я. Шишкова, Алтайский государственный медицинский университет, Алтайский государственный университет, Алтайский государственный педагогический университет.
- Объекты культуры — Алтайский краевой театр драмы имени В. М. Шукшина, Русский камерный оркестр Барнаула.